# Giropilota
Il giropilota è un'apparecchiatura elettromeccanica di bordo che, collegata ad una girobussola, governa automaticamente il timone delle navi e degli aerei permettendo di mantenere una rotta ed un assetto costanti.

## Storia
Il giropilota fu brevettato nel 1907 dall'ufficiale di marina italiano Filippo Agostino Maria Vanzini.

## Giropilota e autopilota
Il giropilota, è il sistema principale per mantenere la nave sulla prora prestabilita collegato alla girobussola dalla quale riceve le informazioni inerenti alla prora della nave che possono variare in funzione degli elementi esterni che influenzano la navigazione, quali vento, correnti, e mare agitato.
Il giropilota può essere programmato allo stesso modo con cui vengono date le istruzioni ad un timoniere, stabilendo: 
- angolo di prora;
- angolo di barra massimo;
- tempo e la velocità di scontro della barra;
- angolo di Imbardata su cui intervenire.

Il giropilota è collegato elettricamente al sistema di trasmissione del timone che nelle navi moderne può essere elettro-idraulico o elettromeccanico. Nel primo caso gli impulsi elettrici inviati dal giropilota agiscono su delle pompe collegate ad un circuito idraulico che spinge la pala del timone da un lato o dall’altro, mentre nel secondo caso con il sistema di propulsione azipod gli impulsi elettrici agiscono direttamente su meccanismi elettromeccanici che consentono all'azipod di ruotare e quindi imprimere la direzione alla prora. Nei casi di mare grosso è opportuno passare al governo manuale.
L'autopilota, sebbene è per caratteristiche molto simile al giropilota, oltre ad intervenire per correggere variazioni di prora agisce anche per correggere variazioni di rotta in quanto ricevendo i segnali dagli strumenti di navigazione, quando questi determinano il punto nave se la nave risulta fuori rotta, agisce correggendo la rotta in funzione della nuova posizione